# Elacatis lugubris
Elacatis lugubris es una especie de coleóptero de la familia Salpingidae.

## Distribución geográfica
Habita en Oregón (Estados Unidos).